# 1960 na televisão
Nesta página encontram-se os fatos, estreias e términos sobre televisão que aconteceram durante o ano de 1960.

## Eventos

### Abril
- 21 de abril — Com a inauguração de Brasília, a nova capital do Brasil, as duas emissoras entram no ar: a TV Brasília, emissora própria da Rede Tupi e a TV Alvorada, emissora própria da Rede de Emissoras Unidas.

### Junho
- 4 de junho
  - Dois meses após a inauguração de Brasília, entra no ar a TV Nacional.
  - A televisão chega ao Nordeste brasileiro, começando pelo estado de Pernambuco, e entra no ar a TV Rádio Clube de Pernambuco, emissora própria da Rede Tupi em Recife.
- 18 de junho — Quatorze dias após a chegada da televisão em Pernambuco, entra no ar a TV Jornal do Commercio em Recife.

### Julho
- 9 de julho — Entra no ar a TV Excelsior em São Paulo.

### Agosto
- 1 de agosto — Entra no ar a TV Bauru, emissora própria da TV Paulista em Bauru, São Paulo.

### Setembro
- 20 de setembro — Entra no ar a TV Cultura em São Paulo, com o nome de C2 Cultura na fase dos Diários Associados, controladora da Rede Tupi.

### Outubro
- 29 de outubro — A televisão chega ao estado brasileiro do Paraná e entra no ar a TV Paranaense (precursora RPC Curitiba, afiliada da TV Globo), afiliada da Rede de Emissoras Unidas em Curitiba, sendo a primeira emissora de televisão no estado.

### Novembro
- 19 de novembro — Cinco meses após a chegada da televisão no Nordeste brasileiro, a televisão chega a mais um estado nordestino: na Bahia e entra no ar a TV Itapoan (precursora TV Record Bahia, emissora própria da Record), emissora própria da Rede Tupi em Salvador.
- 26 de novembro — Depois de Pernambuco e Bahia, a televisão chega a mais um estado nordestino: no Ceará e entra no ar a TV Ceará, emissora própria da Rede Tupi em Fortaleza.

### Dezembro
- 19 de dezembro — Dois meses após a chegada da televisão no Paraná, entra no ar a TV Paraná (precursora CNT Curitiba, emissora própria da Central Nacional de Televisão), emissora própria da Rede Tupi em Curitiba.

## Programas

### Abril
- 7 de abril — Estreia A Turma do Sete na TV Record.

## Nascimentos
| Data           | Nome               | Profissão                   | Nacionalidade          | Observações | Ref |
| -------------- | ------------------ | --------------------------- | ---------------------- | ----------- | --- |
| 18 de março    | Chris Couto        | atriz e apresentadora       | Brasil                 |             |     |
| 24 de março    | Annabella Sciorra  | atriz                       | Estados Unidos         |             |     |
| 25 de março    | João Camargo       | ator                        | Brasil · Suíça (nasc.) |             |     |
| 8 de maio      | Maria Padilha      | atriz                       | Brasil                 |             |     |
| 10 de maio     | Luíza Tomé         | atriz                       | Brasil                 |             |     |
| 18 de maio     | Dóris Giesse       | apresentadora de TV e atriz | Brasil                 |             |     |
| 16 de junho    | Carlos Takeshi     | ator e dublador             | Brasil                 |             |     |
| 17 de julho    | Mark Burnett       | produtor de televisão       | Reino Unido            |             |     |
| 1 de agosto    | Felipe Camargo     | ator                        | Brasil                 |             |     |
| 28 de agosto   | Jackson Antunes    | ator                        | Brasil                 |             |     |
| 4 de setembro  | Damon Wayans       | ator e comediante           | Estados Unidos         |             |     |
| 9 de setembro  | Hugh Grant         | ator                        | Reino Unido            |             |     |
| 21 de setembro | Leopoldo Pacheco   | ator                        | Brasil                 |             |     |
| 3 de outubro   | Roberto Cabrini    | jornalista de televisão     | Brasil                 |             |     |
| 12 de outubro  | Hiroyuki Sanada    | ator                        | Japão                  |             |     |
| 14 de outubro  | Marcos Breda       | ator                        | Brasil                 |             |     |
| 14 de outubro  | Carla Camurati     | atriz                       | Brasil                 |             |     |
| 29 de outubro  | Lídia Brondi       | atriz                       | Brasil                 |             |     |
| 21 de novembro | Felipe Martins     | ator                        | Brasil                 |             |     |
| 10 de dezembro | Kenneth Branagh    | ator                        | Reino Unido            |             |     |
| 12 de dezembro | Lourdes Munguía    | atriz                       | México                 |             |     |
| 20 de dezembro | João Inácio Júnior | jornalista e radialista     | Brasil                 |             |     |
| 22 de dezembro | Tato Gabus Mendes  | ator                        | Brasil                 |             |     |
| 22 de dezembro | Ricardo Waddington | diretor                     | Brasil                 |             |     |
| 24 de dezembro | Eva Tamargo        | atriz                       | Estados Unidos         |             |     |

## Mortes
| Data | Nome | Profissão | Nacionalidade | Observações | Ref |
| ---- | ---- | --------- | ------------- | ----------- | --- |